# كبمبة هاينسية
كبمبة هَينسِيَّة (الاسم العلمي:Cabomba haynesii) هي نوع من النباتات تتبع جنس الكبمبة من الفصيلة النيلوفرية.